# Max Aebischer
Pour les articles homonymes, voir Aebischer.
Max Aebischer, né le 2 janvier 1914 à Dirlaret (originaire d'Heitenried et de Saint-Ours) et mort le 28 février 2009 à Fribourg, est un homme politique suisse, membre du Parti démocrate-chrétien.
Il est député du canton de Fribourg au Conseil national de décembre 1951 à novembre 1969 et conseiller d'État du canton de Fribourg de 1966 à 1976, à la tête de la Direction des instructions publiques et des cultes.

## Honneur
L'astéroïde (207385) Maxou est nommé en son honneur.